# Entertainment Experience
Entertainment Experience is een cross mediaal filmproject, geproduceerd door René Mioch en Justus Verkerk van FCCE, waarbij twee films gemaakt worden. Eén user-generated film en één film door Paul Verhoeven.

## Geschiedenis
Het scenario bestaat uit acht delen. Deel één werd door Kim van Kooten geschreven. Het publiek schreef vervolgens verder de scenario's voor de volgende zeven delen. Op basis daarvan werd zowel de film door Verhoeven gemaakt als de films van verschillende teams. Het proces rond het maken van de film werd op Veronica uitgezonden. Het project werd op 21 september 2011 gestart en liep tot eind 2012.
Op 7 mei 2012 maakte Paul Verhoeven de titel van de film (Steekspel) bekend in televisieprogramma De Wereld Draait Door. De internationale titel van de film is Tricked.
Op 24 september 2012 ging de film Steekspel voor genodigden in première in Theater Tuschinski. Zowel de versie van het publiek als die van Paul Verhoeven werden vertoond. Op 28 maart 2013 ging de film in hetzelfde theater in première voor het publiek.
De tweede film gemaakt door de deelnemers van het project, Lotgenoten (geregisseerd door Stephan Brenninkmeijer), kreeg op 14 maart 2013 een officiële bioscooprelease en werd als video on demand en op dvd uitgebracht.
Op 4 april 2014 werd in Beijing de Entertainment Experience China gestart met als regisseur John Woo (Wu Yusen) en actrice Zhang Ziyi als dreamteamlid. Het crossmediale concept won in China een Hurun Award.
Op 8 maart 2019 werd het concept gelanceerd in het Midden-Oosten met regisseuse Nahla Al Fahad. Het communityplatform www.entertainmentexperience.ae was de derde generatie en ondersteunde wederom het hele proces.

## Rolverdeling (film Verhoeven)
| Acteur                | Personage          | Opmerkingen |
| --------------------- | ------------------ | ----------- |
| Peter Blok            | Remco Albrecht     |             |
| Ricky Koole           | Ineke Albrecht     |             |
| Carolien Spoor        | Lieke Albrecht     |             |
| Robert de Hoog        | Tobias Albrecht    |             |
| Sallie Harmsen        | Nadja van Romsbeek |             |
| Gaite Jansen          | Merel              |             |
| Jochum ten Haaf       | Wim                |             |
| Pieter Tiddens        | Fred               |             |
| Anita Ludolphie       | Maaike             |             |
| Celia van den Boogert | Verkoopster Nelly  |             |
| Ronald van Elderen    | Gijs               |             |

## Verloop van het project
De publieksfilm wordt samengesteld uit 8 separate delen. De concrete invulling wordt bepaald door stemmen van het publiek. Vanaf het begin van het project hebben zich meerdere teams gevormd. Deze teams krijgen een beperkte tijd de scenariodelen die door Paul Verhoeven en scenarioschrijver Robert Alberdingk Thijm is samengesteld te verfilmen. Deel 8 kende een alternatief verloop. Deelnemende teams werden gevraagd hun eigen einde te bedenken. Hiervoor moesten zij zorgen voor een eigen scenario en eigen filmmuziek.
De teams die delen hebben gewonnen zijn:
| Deel                        | Team                | Regie                                                | Rolbezetting |
| --------------------------- | ------------------- | ---------------------------------------------------- | --- |
| Deel 1                      | Nightwork Films     | Henriëtte Drost                                      | Peter in 't Hout (Remco), Jolijn van Dulken (Ineke), Tirza Gehring (Lieke), Mick van der Waag (Tobias), Rianne Dekker (Nadja), Tamara van Sprundel (Merel), Arjen van der Lely (Wim), William Vast (Fred)                                       |
| Deel 2 Deel 3 Deel 5 Deel 8 | IO Filmproducties   | Stephan Brenninkmeijer                               | Alfred Heppener (Remco), Heleen van Doremalen (Ineke), Fransie Groenendijk (Lieke), Martijn van Hese (Tobias), Charmène Sloof (Nadja), Marleen Maathuis (Merel), Cas van der Sande (Wim), Mischa van der Klei (Fred), Nienke Brinkhuis (Maaike) |
| Deel 4                      | Vicie Films         | Maarten van Vliet                                    | Rik Luijmes (Remco), Sofie Cornelissen (Lieke), Luuk Weerts (Tobias), Karlijn Lansink (Merel), Milou Adjanga (Nadja), Edwin van Weert (Wim), Peter Smith (Fred)                                                                                 |
| Deel 6                      | Marantzfilms        | Joris van Blerck, Eric van der Velden en Max Huisman | Eric van der Velden (Remco), Yvonne van Uden (Ineke), Nina van Blerck (Lieke), Ingmar Sauer (Tobias), Charlotte Quanjel (Nadja), Evelien Bijnen (Merel), Koen Andringa (Wim), Gert van de Meent (Fred)                                          |
| Deel 7                      | Van Goch Producties | Carel van Goch                                       | Helma van Goch (Ineke), Hannah van Goch (Lieke), Wouter van Goch (Tobias), Lea Willenborg (Nadja), Carel van Goch (Wim), Jos van der Heijden (Fred)                                                                                             |

Ook voor de filmmuziek wordt gestemd, maar dit loopt een deel achter.
Winnaars:
- Deel 1: Roy van der Hoeven
- Deel 2: Guy Renardeau
- Deel 3: TTM Productions
- Deel 4: Augmented Four
- Deel 5: Luuk Degen
- Deel 6: Meriam Stokman
- Deel 7: Luuk Degen
- Deel 8: Ruud Hermans

## Scenario
Het eerste deel van het scenario werd door Kim van Kooten geschreven. De scenario's van deel 2 tot en met deel 7 zijn allen gebaseerd op de verschillende inzendingen van het publiek. Aan de hand van deze verschillende inzendingen, stelden Paul Verhoeven en Robert Alberdingk Thijm per deel een definitief scenario samen. Dit werd dan weer vrijgegeven voor de community om te verfilmen.
Er hebben in totaal 85 deelnemers een aandeel gehad in de uiteindelijk geschreven scenario's.
Een aantal terugkerende winnaars staan hieronder weergegeven.
| Scenarist               | Communitynaam  | Scenarist                              | Communitynaam       |
| ----------------------- | -------------- | -------------------------------------- | ------------------- |
| Renee van Amerongen     | Renee          | Robbie Veenman                         | Robbyrrrrr          |
| Lidy Koene              | Lady           | Esther E. Schmidt                      | Gelijkestrijd       |
| Bart van Wezel          | Bamahe         | Annemiek Dirkzwager                    | Moek                |
| Marco de Gardeijn       | Marcusjosephus | Bob le Nobel                           | Bobsjoke            |
| Kenneth Dingens         | Kenneth        | Marion Brouwer                         | Marsel              |
| Richard Hendrikse       | Rotery815      | Silvia Nobis                           | Silvie              |
| Carla van Vliet         | Scenariste     | Fleur Jansen                           | Fleur               |
| Mireille Oostrom        | Keshet         | Stephanie Mac                          | Stephaniem          |
| Constance van den Brink | C.Stans        | José van Winden                        | Jopie70             |
| Anne Karina Westerik    | Anneka         | Jozef Onno Johan Casper van Helsdingen | Onno van Helsdingen |
| Joost van Praag         | JVPS           | Frank Westerink                        | Frnkwstrnk          |
| Faritia Martina         | Paula          | Jochum ten Haaf                        | Murphy              |

Het laatste deel van het scenario mocht door elk team zelf worden geschreven om zo een diversiteit aan eindes te krijgen. 
Het scenario van het winnende deel 8 werd geschreven door Stephan Brenninkmeijer en Fleur Jansen.

## Titelsong
Maandag 24 mei 2012 is bekendgemaakt dat band Reveller de titelsong heeft gewonnen met het nummer, Hold the horses.
Reveller bestaat uit:
| Naam            | Functie           |
| --------------- | ----------------- |
| Sven Sterk      | Singer/songwriter |
| Ramon de Wilde  | Singer/songwriter |
| Dennis Biesmans | Bassist           |
| Evert Aalten    | Toetsenist        |
| Rob Klerkx      | Drummer           |

## Poster
Ook voor de poster konden de mensen hun ontwerpen indienen. De uiteindelijk poster voor de film Steekspel werd gemaakt door Stephen van Baalen.

## Prijzen en nominaties
- In maart 2012 werd Entertainment Experience genomineerd voor een SpinAward in de categorie 'Cross Media'.
- In 2012 won Entertainment Experience een One Show Entertainment Merit Award in de categorie 'Innovation in Branded Content'.
- De uiteindelijke film Steekspel was in november 2012 officieel geselecteerd voor het 7e internationale filmfestival in Rome.
- In maart 2013 werd Steekspel (Engelse titel: Tricked) geselecteerd voor het Tribeca filmfestival in New York.
- Op 8 april 2013 won Entertainment Experience de International Digital Emmy Award in de categorie 'Digital Program Non Fiction'.[1]